# HMS Networks
HMS Networks AB är ett svenskt börsnoterat företag inom industriell kommunikation med huvudkontor i Halmstad. Det har cirka 1200 anställda i 18 länder och en omsättning på 3,025 miljarder kronor 2023. HMS står för "Hardware Meets Software", vilket hänvisar till att HMS-produkter gör det möjligt för industriell hårdvara att kopplas upp till mjukvara och system. 

## Produkter
HMS Networks tillverkar och marknadsför industriell kommunikationsutrustning som kopplar upp maskiner och apparater till olika industriella system och Internet of Things-system. HMS-produkter fungerar som översättare mellan robotar, luftkonditionering, styrsystem, motorer och sensorer och olika nätverk i industrin och i byggnader (Fältbuss och industriellt Ethernet). HMS tillverkar också trådlösa produkter samt lösningar för webbaserad fjärrstyrning av fältutrustning som PLCer, frekvensomriktare, maskiner och basstationer.
HMS marknadsför produkter under följande varumärken:
- "Anybus" som kopplar industriell utrustning till olika slags nätverk
- "Ixxat", för inbyggd styrning, energi, säkerhet och fordonstestning. Ixxat-produkter möjliggör kommunikation inuti maskiner och mellan komponenter
- "Ewon" för kommunikation för och hantering av industriell utrustning
- "Intesis" som kopplar byggnadsprodukter som tex luftkonditionering till byggnadsnätverk [1]

Amerikanska Red Lion Controls är en del av HMS sedan 2024. 

## Organisation och historia
HMS har verksamhet i 18 länder: Sverige, Tyskland (Karlsruhe, Ravensburg, Wetzlar), Belgien (Nivelles), Spanien (Igualada), USA (Chicago, Boston), Kina (Beijing), Japan (Shin-Yokohama ), Schweiz (Basel), Italien (Milano), Frankrike (Mulhouse), Finland (Helsingfors), Storbritannien (Coventry), Singapore, UAE (Dubai), Sydkorea (Seoul), Indien (Pune), Vietnam (Ho-Chi Minh City). Tillverkning sker i Sverige, Östeuropa och Kina.
HMS grundades 1988 av Nicolas Hassbjer och har utsetts till "Årets exportbolag" av Handelsrådet[förklaring behövs].